# Jacint Mora i Obrador
Jacint Mora i Obrador fou un emprenedor català.
A més de l'activitat empresarial, destacà la seva actuació en entitats financeres de gran significació a Catalunya. Fou fundador i president d'Obinso, entitat dedicada a la reinserció de drogodependents, i tingué funcions directives a la Generalitat de Catalunya. El 2015 li fou concedida la Creu de Sant Jordi «en reconeixement, a títol pòstum, al [sic] conjunt de la seva trajectòria econòmica, social i política».